# Fernando Ludeña
Fernando (de) Ludeña o Lodeña (Madrid, ¿1590? -íd., 15 de julio de 1634) fue un soldado, poeta y dramaturgo español. 

## Biografía
Fueron sus padres don Fernando de Ludeña, señor de la casa de este apellido, y doña Luisa de Barrionuevo, también madrileños. Sirvió en la milicia al rey Felipe IV y el año de 1623 ya era capitán de infantería; por cuyos méritos y los de su casa le hizo el Rey merced de un hábito en la Orden de Santiago, título que no le despachó el Consejo hasta 25 de octubre de 1631. Aunque estuvo prometido con Magdalena de Cervantes (1553-1611), hermana del escritor, rompió su promesa, por lo que fue demandado a pagar trescientos ducados, y se casó con doña María Pacheco de Aragón y Mendoza, de quien tuvo dos hijos: don Diego, que nació en 1607, y don Fernando Isidoro, en 1612, ambos bautizados en la parroquia de Santiago donde estaban sus casas. Bien relacionado, su hermano Pedro de Ludeña fue regidor de Madrid. Falleció en 15 de julio de 1634 en la parroquia de San Sebastián en cuya capilla de San Juan Bautista se le dio sepultura. 
Escribió, entre otros poemas, un soneto en alabanza de Miguel de Cervantes que se publicó entre los preliminares de sus Novelas ejemplares (1613). Juan Pérez de Montalbán asegura que era famoso por sus poemas cómicos y sobre todo por sus "sazonadísimos entremeses y bailes", así como por algunas comedias cuyos títulos ignoramos. Cervantes lo elogia como joven poeta en su Viaje del Parnaso y Lope de Vega en su Laurel de Apolo. Participó con un soneto al certamen celebrado en Toledo (1616) que festejaba la apertura de la capilla del Sagrario construida por el cardenal arzobispo don Bernardo de Sandoval y Rojas. (Descripción de la capilla, y relación de las fiestas..., Madrid, 1616). En el certamen de la canonización de san Isidro (Madrid, 1622) escribió dos composiciones y obtuvo el primer premio de las redondillas; la otra fue un romance. Se conserva manuscrito su entremés de Los relojes y algunas escenas que hizo para la comedia de nueve ingenios Algunas hazañas de las muchas de don García Hurtado de Mendoza, marqués de Cañete.